# Antonia Gómez de Orga
Antonia Gómez de Orga, född 1715, död 1780, var en spansk affärsidkare.  Hon grundade och drev en tryckpress i Valencia mellan 1756 och 1780. Hon blev en av det dåtida Spaniens mer framgångsrika förläggare då hon använde sig av den nya bredare tryckfriheten för att främst trycka kommersiell skönlitteratur, som teaterpjäser. 